# Star Wars: Force Arena
Star Wars: Force Arena ist ein Strategiespiel für iOS und Android aus dem Star-Wars-Universum. Der Spieler kann dabei Karten mit Star-Wars-Charakteren, -Waffen und -Fahrzeugen einsetzen, um die Geschütztürme des Gegners anzugreifen. Ist mindestens einer der Geschütztürme ausgeschaltet, können sich die Truppen dem Schildgenerator widmen, nach dessen Zerstörung das Spiel endet. Mehrere Spieler können sich auch in Gilden zusammenschließen, mit Gildenmitgliedern 2-vs-2-Spiele und Übungskämpfe austragen und sich gegenseitig Karten spenden. Bei Siegen sowie gegen In-Game-Währung können Spieler Kartensets erhalten, die weitere Karten enthalten. Die In-Game-Währungen (Kristalle und Credits) sind auch gegen Echtgeld erhältlich. Anders als bei dem verwandten Clash Royale nimmt der Spieler in Form eines bekannten Star-Wars-Helden auch selbst am Geschehen teil.
Am 19. Dezember 2018 wurde verkündet, dass die Server am 18. März 2019 heruntergefahren werden würden. Seit dem 17. Januar 2019 ist das Spiel nicht mehr verfügbar, und wie angekündigt wurden die Server am 19. März 2019 abgeschaltet.